# Anas bernieri
Anas bernieri là một loài chim trong họ Vịt. Đây là loài đặc hữu của Madagascar, được tìm thấy ở bờ biển phía tây của đảo quốc này.